# Stockholm, Minnesota
Stockholm är en ort i Wright County i Minnesota i USA. Enligt 2020 års folkräkning hade Stockholm en befolkning på 986 invånare.
Många immigranter kom ifrån Norrtälje i Sverige.

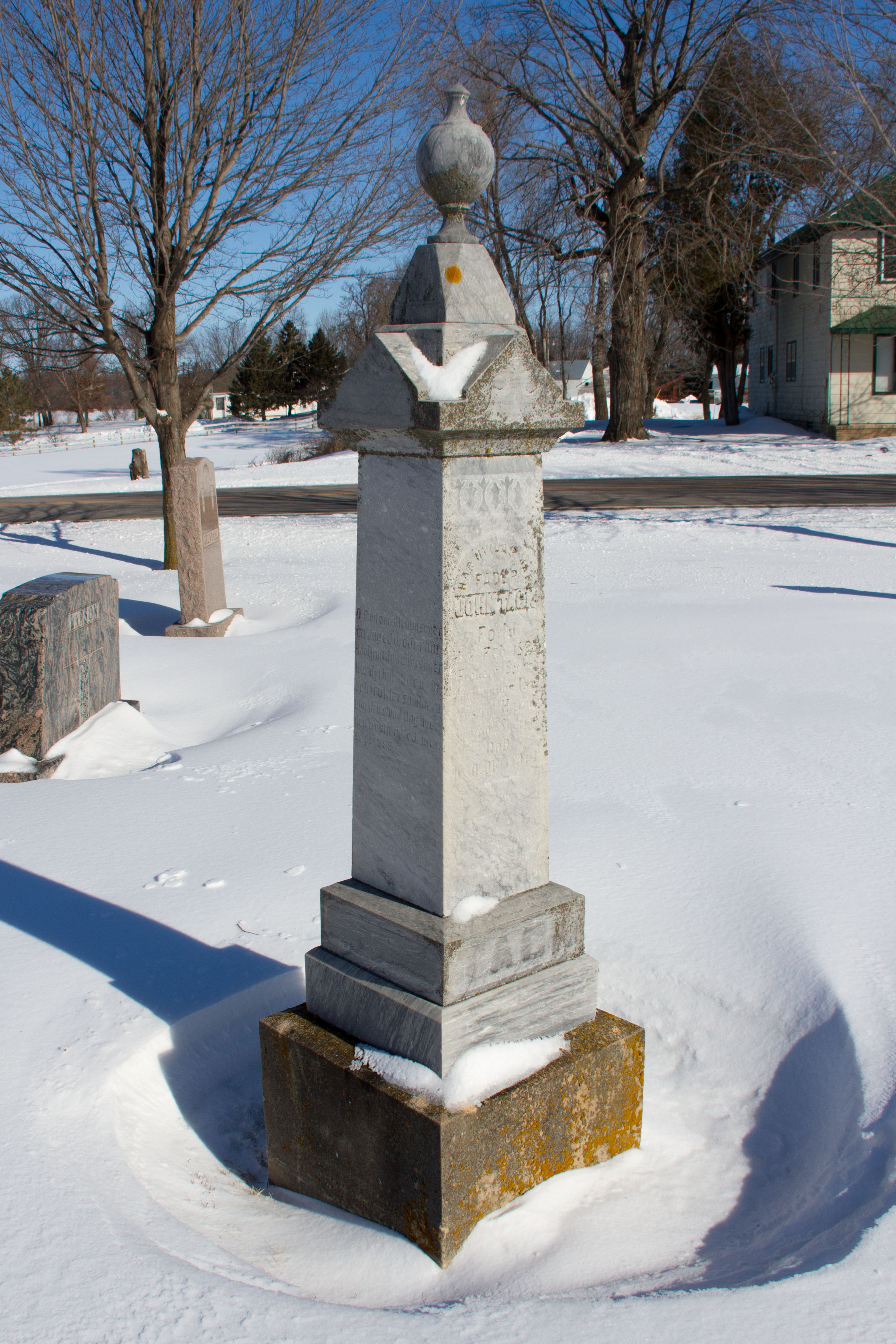
Många gravstenar har text på svenska, vilket påminner om de tidiga immigranterna.